# Jeanne d’Arc szenvedései
A Jeanne d’Arc szenvedései (eredeti cím: La passion de Jeanne d'Arc) 1928-ban bemutatott némafilm amelyet, a dán Carl Theodor Dreyer rendezett. A némafilmkorszak egyik kiemelkedő, nagy hatású alkotása. (Ismert Szent Johanna – Jeanne d’Arc címen is)
A film cselekménye valós történelmi eseményen alapul. Hőse, Jeanne d’Arc, az „orléans-i szűz” történelmi személy, katolikus szent, francia nemzeti hős.

## Cselekmény
Johanna (Jeanne d’Arc) az egyházi törvényszék előtt áll. A küldetéséről faggatják, és ő válaszolgat, – a kérdéseket és a válaszokat az állandóan közbevágott feliratok közvetítik a nézőnek. Johanna nem tartja illetékesnek a bírákat, de kérését, hogy a pápa elé járulhasson, nem teljesítik. Ezután kihallgatói hamis levelet fogalmaznak, és a cellában felolvassák neki „a király levelét”, hogy valljon. Johanna azonban nem törik meg. A vallatás folytatódik; Johanna elmondja, hogy Isten egy nagy győzelem kivívásával fogja őt megszabadítani, és üdvözülni fog. Férfiruhát visel, így nem engedik misére, de női ruhát csak célja elérése után lenne hajlandó fölvenni.
Bírái szerint Johanna látomásait a sátán sugallta. A beismerő vallomást kínvallatással próbálják kikényszeríteni; a kínzóeszközök láttán Johanna elájul, de nem törik meg. Máglyahalállal fenyegetik; ha ezt vállalja, nem teljesítheti a küldetését. Kiviszik a temetőbe, ahol végül aláírja a beismerő vallomást, de cellájába visszatérve ráébred, hogy csak félelmében tette. Visszavonja vallomását, vállalja a máglyahalált. A keresztet magához szorítva lép föl a máglyára, a tüzet meggyújtják. A nép fellázad, de a lázadást a katonák letörik.

## Filmtörténet
A történelmi témát a rendező nem díszes ruhák, monumentális díszletek felhasználásával dolgozta fel, mivel filmje középpontjában nem a történelem, hanem az ember áll. A cselekmény alapja egy tárgyalás, – ami a korabeli fogalmak szerint „filmszerűtlen” esemény –, és a benne kibontakozó dráma nagyrészt közelképek, főként arcok közelijeinek sorozatában tárul fel.
A film a bírák arcát bemutató hosszú kocsizással (ún. fahrttal) indul és később is közelképekben mutatja be, egyéníti őket (a fiatal pap együttérzése; a lázadó pap, akit elvezetnek; a legidősebb pap tépelődése). Sok a közbeszúrt felirat, hiszen a „cselekmény” jelentős része kérdés–feleletből áll. Ezért is olyan fontosak a világos háttér előtt fotografált, a maguk természetességében megjelenő arcok: a válaszokra adott reakciókat, érzelmeket a film állandóan váltakozó beállítású közelikkel, nagy kifejezőerővel érzékelteti. Különösen a címszereplő, az esendő és kiszolgáltatott Johannát alakító Falconetti portréi megragadóak.
André Bazin francia filmesztéta a film erényei között nem annyira a képi kifejezőeszközök használatát és a színészi alakítást, mint inkább a természetességet, a realisztikus megoldásokat hangsúlyozta. „Mert nem szabad azt hinnünk, hogy ez az emberi fejekből összeállított csodálatos freskó a „színész-film”-ek közé tartozik, épp az ellenkezője azoknak: dokumentumfilm az emberi arcokról.”
A film és a közelképek dominanciájának megítélése nem mindig volt ilyen elismerő. Erre utal a Gregor–Patalas-féle filmtörténet egyik megjegyzése is „a sokat dicsért és kárhoztatott premier plánok”-ról. Rudolf Arnheim német filmesztéta például a hangosfilm hajnalán, 1931-ben formalistának bélyegezte az alkotást: „Carl Dreyer melléfogott… megannyi pompás portré, de minden művészi értelem nélkül.”
Sokkal általánosabb azonban Dreyer filmjének elismerő méltatása. A már idézett Gregor–Patalas szerzőpár szerint „A hősök lelke feltárul a felvevőgép előtt, szinte azt mondhatnók, hogy a lélek dokumentumfilmje pereg előttünk. Dreyer legfontosabb kifejezőeszköze az arc – a lélek tükre.”
Carl Theodor Dreyer „a Jeanne d’Arcban megteremti a közelképekre épülő filmművészetet, megteremti az emberi arc, az arc nagyközelijének esztétikáját. Az azóta eltelt hatvan évben senki sem múlta felül, mint ahogy egy középkori dómot sem lehet felülmúlni.”
1958-ban a Jeanne d’Arc szenvedéseit beválasztották a világ legjobb filmjeiként elismert úgynevezett brüsszeli tizenkettő közé.

## Szereplők
| Színész          | Szereplő                                 |
| ---------------- | ---------------------------------------- |
| Renée Falconetti | Jeanne d’Arc                             |
| Eugène Silvain   | Pierre Cauchon püspök                    |
| André Berley     | Jean d'Estivet                           |
| Maurice Schutz   | Nicolas Loyseleur                        |
| Antonin Artaud   | Jean Massieu                             |
| Gilbert Dalleu   | Jean Lemaître                            |
| Jean d'Yd        | Nicolas de Houppeville                   |
| Louis Ravet      | Jean Beaupère                            |
| Michel Simon     | Bíró (csak két rövid jelenetben látható) |

## Szakirodalom
- Paul Schrader: A transzcendentális stílus a filmben: Ozu/Bresson/Dreyer (Szerzőifilmes Könyvtár 2. kötet; Francia Új Hullám Kiadó, Bp., 2011.)